# Aphonoides yaeyamensis
Aphonoides yaeyamensis är en insektsart som beskrevs av Oshiro 1998. Aphonoides yaeyamensis ingår i släktet Aphonoides och familjen syrsor. Inga underarter finns listade i Catalogue of Life.